# Felanitx
Felanitx är en kommun i Spanien. Den ligger i den autonoma regionen Balearerna i östra delen av landet. Antalet invånare är 18 850 (2024). Arean är 169,79 kvadratkilometer. Felanitx ligger på ön Mallorca. Felanitx gränsar till Manacor, Vilafranca de Bonany, Porreres, Campos och Santanyí. 